# 송추초등학교
송추초등학교는 대한민국 경기도 양주시 장흥면 교현리에 있는 공립 초등학교이다.

## 학교 연혁
- 1928년 7월 20일 설립인가
- 1929년 4월 6일 장흥공립보통학교 개교(2학년 2학급 편성)
- 1938년 4월 1일 장흥공립심상소학교로 개칭[1]
- 1941년 4월 1일 장흥공립국민학교로 개칭[2]
- 1954년 7월 10일 본관 6개 교실 준공
- 1965년 6월 16일 송추국민학교로 개명
- 1976년 5월 30일 본관 교사 신축 완공
- 1981년 3월 9일 병설유치원 개설
- 1996년 3월 1일 송추초등학교로 변경[3]
- 2003년 1월 28일 신관 4층 증축공사 완공
- 2004년 10월 29일 급식실 증개축 준공
- 2017년 9월 1일 제32대 이희옥 교장 취임
- 2020년 2월 14일 제87회 졸업식(27명 졸업, 총 5039명)
- 2020년 3월 1일 9학급(특수학급 2학급), 유치원 1학급 편성
- 2021년 1월 8일 제88회 졸업식(31명 졸업, 총 5070명)
- 2021년 3월 2일 10학급(특수학급 2학급), 유치원 1학급 편성

## 참고 자료
- 송추초등학교 - 한국교육학술정보원 학교알리미